# Orion Oyj
Orion Oyj (NASDAQ OMX: ORNBV) er en finsk medicinalkoncern, der udvikler, producerer og markedsfører lægemidler og diagnosticeringstests til det globale marked. Orion er etableret i 1917 og har hovedkvarter i Espoo. I Turku har koncernen en stor forsknings- og udviklingsafdeling. I 2013 var Orions omsætning på 1.006,9 mio. Euro og der var 3.519 ansatte.
Orions A- og B-aktier er børsnoteret på Helsinki børs.

## Produkter
Koncernens produkter omfatter analgetikum, NSAID, antidiabetikum, mavesyre relaterede lægemidler,mundhygiejne, lægemidler mod bevægelsessyge, vitaminer, antikoagulanter, kardionvaskulære lægemidler, blodtryksænkende lægemidler, inotropik, diuretikum og lipidsænkende lægemidler.